# Dealu Viilor (Moșoaia), Argeș
Dealu Viilor este un sat în comuna Moșoaia din județul Argeș, Muntenia, România.